# أوتو فورير
أوتو فورير (و. 1903 – 1951 م) هو متزلج جبال، وmilitary patrol (sport) runner ‏، وممثل سويسري، ولد في زيرمات، شارك في الألعاب الأولمبية الشتوية 1928، توفي في ماترهورن، عن عمر يناهز 48 عاماً.

## وصلات خارجية
- أوتو فورير على موقع IMDb (الإنجليزية)
- أوتو فورير على موقع الاتحاد الدولي للتزلج (التزلج على المنحدرات الثلجية) (الإنجليزية)
- أوتو فورير على موقع أوليمبيديا (الإنجليزية)

- أوتو فورير في قاعدة بيانات الأفلام على الإنترنت
- أوتو فورير  على موقع SportsReference  - سبورتس رفرنس